# Euphysa tetrabrachia
Euphysa tetrabrachia är en nässeldjursart som beskrevs av Bigelow 1904. Euphysa tetrabrachia ingår i släktet Euphysa och familjen Euphysidae.
Artens utbredningsområde är Indiska oceanen. Inga underarter finns listade i Catalogue of Life.